# فرودگاه نیروی هوایی سلطنتی انویک
فرودگاه نیروی هوایی سلطنتی انویک (به انگلیسی: RAF Anwick) یک فرودگاه است که یک باند فرود چمن دارد. این فرودگاه در کشور انگلستان قرار دارد و در ارتفاع ۶۱ متری از سطح دریا واقع شده‌است.